# Tautua Samoa
Tautua Samoa (littéralement, « Servir les Samoa ») est un parti politique samoan.

## Histoire
Le parti est fondé en décembre 2008 par onze députés d'opposition jusque là sans étiquette au Fono (parlement national). Il participe aux élections législatives de 2011 sous la direction de Va'ai Papu Vailupe (en), fils de l'ancien Premier ministre Va'ai Kolone. Les candidats mènent une période de jeûne et de prière et expliquent chercher une assistance divine pour remporter le scrutin. Le parti obtient douze sièges, devenant le seul parti d'opposition au Fono, mais Va'ai Papu Vailupe perd son siège de député lorsqu'il est condamné pour corruption électorale.
Palusalue Fa'apo II lui succède comme chef du parti, qui n'obtient que deux sièges aux élections de 2016 ; ses deux seuls députés sont alors Ili Setefano Taateo Tafili et Aeau Peniamina Leavaise’eta. Sous la direction de Wood Salele, le parti perd ces deux sièges restants aux élections de 2021.

## Idéologie
Le parti n'a pas de propositions très détaillées, mais des priorités et des objectifs assez généraux, centrés sur des enjeux sociaux : créer un système public d'assurance médicale, accroître le salaire des personnels médicaux et améliorer l'équipement des hôpitaux ; améliorer la formation et le salaire des enseignants ; augmenter d'un tiers le salaire minimum et augmenter les pensions de vieillesse ; étudier la possibilité de faire baisser le coût de l'eau et de l'électricité ; et créer un tribunal spécial pour la lutte contre la corruption. Il souhaite aussi interdire le travail rémunéré le dimanche, et travailler de concert avec le Conseil national des Églises pour aligner les politiques du gouvernement sur les principes et les valeurs chrétiens.